# Charles Didion
Pour les articles homonymes, voir Didion.
Compléments
- Pionnier français des chemins de fer : ami de Paulin Talabot, il dirige la construction de la ligne d'Alès à Beaucaire, puis de la ligne de Montpellier à Nîmes.

Charles Didion est un ingénieur français né à Charmes le 28 janvier 1803 et mort le 26 janvier 1882 à Paris.

## Biographie
En 1820, il entre à l'École polytechnique, dont il sort premier et premier du corps des Ponts-et-Chaussées
Après 1837, Il réalise la voie ferrée Alès-Beaucaire, et fait le projet de celle de Marseille-Aix-en-Provence.
En 1841, il est promu ingénieur en chef, et va réaliser la ligne Nîmes-Montpellier.
En 1846, il devient directeur de la Compagnie des chemins de fer de Bordeaux à Cette, puis secrétaire du Conseil général des Ponts et Chaussées, enfin inspecteur divisionnaire en 1851.
Saint-simonien, c'est avec l'appui de son ami Paulin Talabot qu'il est nommé directeur du Chemin de Fer d'Orléans en 1852. En 1863, il prend sa retraite.

## Hommages
- 1864 Commandeur de la Légion d'honneur

## Publications
« Chemin de fer de Marseille au Rhône, tracé par la vallée du Rhône », avec  Talabot.